# Hastighed
 Ikke at forveksle med fart.
Hastighed er inden for fysik en vektor-størrelse, som beskriver, hvor langt og i hvilken retning, et legeme flytter sig pr. tid. Størrelsen (længden) af denne vektor er en skalar, som kaldes for fart.
Bemærk at når der ikke er tale om fysikfagsprog, bruges ordet hastighed almindeligvis om begrebet fart i fysikkens sprog. Denne artikel dækker fysikkens brug af ordet hastighed.

## Bevægelse langs en ret linje
Hvis legemet bevæger sig langs en ret linje findes gennemsnitshastigheden som 
{\displaystyle v={\Delta s \over \Delta t}}
Her er {\displaystyle \Delta s} ændringen i sted og {\displaystyle \Delta t} ændring i tid, begge dele regnet med fortegn. Dimensionen for hastighedsvektorens størrelse er længde divideret med tid, så SI-enheden for hastighedens størrelse er m/s (meter pr. sekund).
Generelt gælder det, at hastigheden er den tidsafledte af stedvektoren. 
{\displaystyle v={\frac {{\text{d}}s}{{\text{d}}t}}}
Her er {\displaystyle v} hastigheden, {\displaystyle s} stedet (eller positionen) og {\displaystyle t} er tiden. Hvis man tegner positionen som funktion af tiden er øjeblikshastigheden hældningen på tangenten til kurven. 
Hastigheden kan også bestemmes ud fra accelerationen idet 
{\displaystyle v=\int a{\text{d}}t}

## Konstant accelereret bevægelse
For en konstant accelereret bevægelse fås hastigheden ved at integrere den konstante acceleration {\displaystyle a}. Med hastigheden {\displaystyle v_{0}} til tiden {\displaystyle t=0} får man at 
{\displaystyle v=at+v_{0}}

## Generelt
Hastigheden er en vektor, så helt generelt gælder det at 
{\displaystyle {\vec {v}}={{\text{d}}{\vec {r}} \over {\text{d}}t}}
Her er {\displaystyle {\vec {v}}} hastighedsvektoren og {\displaystyle {\vec {r}}} stedvektoren for vores legeme i bevægelse.

## Enheder
Hastighed og fart måles med brug af de grundlæggende SI-enheder med enheden m/s (meter pr. sekund).
For fart benyttes i vejtrafik angivelsen km/t (kilometer i timen) eller, især i USA og Storbritannien, mph (miles per hour), og i søfart knob.

## Hastighedsaddition for relativistiske hastigheder
Hvis to relativistiske hastigheder skal lægges sammen, kan det ikke ske ved bare at finde deres sum. Ifølge den specielle relativitetsteori bliver den resulterende fart givet ved
{\displaystyle v={v_{1}+v_{2} \over 1+{v_{1}\cdot v_{2} \over c^{2}}}}
Her er {\displaystyle v_{1}} og {\displaystyle v_{2}} de to hastigheder og {\displaystyle c} er lysets hastighed, 299 792 458 m/s eller 1079252848,8 km/t.
Hvis eksemplelvis {\displaystyle v_{1}=0.5\cdot c} og {\displaystyle v_{2}=0.5\cdot c}, så bliver den resulterende fart ikke {\displaystyle c}, men kun
{\displaystyle v={0.5\cdot c+0.5\cdot c \over 1+{0.5\cdot c\cdot 0.5\cdot c \over c^{2}}}={1.0\cdot c \over 1+0.25}={100 \over 125}\cdot c=0.8\cdot c}
Denne eksakte formel betyder ikke så meget, når hastighederne er små, men hvis to objekter flyver mod hinanden med lysets hastighed, vil de også kun nærme hinanden med lysets hastighed. Dette sker da nævneren vil være 2 og tælleren dobbelt lysets hastighed.
Formlen gælder også, hvis man står på en bil og kaster en bold fremad. Både bilens fart og den fart, bolden kastes med, skal igennem denne formel, summen er ikke nok.